# Deep und deutlich
Deep und deutlich is een Duitse talkshow die door NDR wordt geproduceerd voor de ARD Mediathek, maar ook wordt uitgezonden in het lineaire programma van NDR en op One. Het wordt beschouwd als de "jonge tegenhanger" van de bestaande NDR Talk Show en wordt ook geproduceerd in NDR-studio's in Hamburg-Lokstedt. Sinds het tweede seizoen zijn ook funk en N-JOY bij het programma betrokken. De oude naam deep und deutlich. Eine NDR Talk Show werd tegelijkertijd afgekort tot Deep und deutlich

## Presentatie
De show wordt afwisselend gemodereerd door twee teams:
- Aminata Belli en MoTrip (sinds 2020)
- Svenja Kellershohn en Tarik Tesfu (2020)
- Louisa Dellert en Tarik Tesfu (sinds 2021)

## Gasten
Er zijn vier tot zeven gastposities in elk programma.
| Aflevering | Gasten | Uitzenddatum : |
| ---------- | --- | -------------- |
| 1          | - Katja Krasavice - Younes Zarou - Nadia Kailouli - Clueso - Sophie Passmann - The Real Life Guys - Oumi Janta         | 04-10-2020     |
| 2          | - Samu Haber - Ariane kerel - Bjeen Alhassan - Stefanie Heinzmann - Adrian Kozakiewicz - David Lebuser en Lisa Schmidt | 17-10-2020     |
| 3          | - Louisa Dellert - ebow - Julia Beautx - dr. Bodo Klein - Eva Schulz - Marie Mouroum - Dennis en Benni Wolter          | 01-11-2020     |
| 4          | - Cacau - Claudia Obert - Lia Şahin - Alice Washer - Philip Schlaffer - Moritz Neumeier                                | 15-11-2020     |
| 5          | - Alli Neumann - El Hotzo - Fynn Kliemann - Mike Singer - Eric en Edith Stehfest                                       | 29-11-2020     |
| 6          | - Disarstar - Nicolette Fontaris - Kevin Kühnert - Gewitter im Kopf                                                    | 13-12-2020     |